# ヘンリー郡 (オハイオ州)
座標: 北緯41度33分 西経84度07分 / 北緯41.550度 西経84.117度
ヘンリー郡（英: Henry County）は、アメリカ合衆国オハイオ州にある郡。2005年の推定人口は29,453人で、郡庁所在地はナポレオン（Napoleon）である。
郡名は、「自由を与えよ。然らずんば死を」（英: give me liberty or give me death）の名言で知られるバージニア州出身の政治家、パトリック・ヘンリーに因んで名づけられた。

## 歴史
ヘンリー郡は1820年4月1日に組織された。

## 地理
アメリカ合衆国国勢調査局によると、この郡は総面積1,088 km2 （420 mi2）である。このうち1,079 km2 （416 mi2）が陸地で、9 km2 （3 mi2）が水地域である。総面積の0.83%が水地域となっている。

### 隣接する郡
- フルトン郡（北）
- ルーカス郡（北東）
- ウッド郡（東）
- ハンコック郡（南東）
- パットナム郡（南）
- ディファイアンス郡（西）
- ウィリアムズ郡（北西）

## 人口動静

2000人口ピラミッド

2000年国勢調査で、この郡は29,210人、10,935世帯、及び7,960家族が暮らしている。人口密度は27/km2 （70/mi2）で、11/km2 （28/mi2）の平均的な密度に11,622軒の住居が建っている。この郡の人種的構成は白人95.33%、アフリカン・アメリカン0.58%、先住民0.26%、アジア系0.42%、その他の人種2.56%、及び混血0.85%で、人口の5.40%がヒスパニックまたはラテン系である。人口のうち94.3%が英語、3.7%がスペイン語、1.7%がドイツ語を母語としている。
10,935世帯のうち、35.20%は18歳未満の子供と暮らしており、61.10%は夫婦で生活している。8.10%は未婚の女性が世帯主であり、27.20%は家族以外の住人と同居している。23.50%は独身の居住者が住んでおり、10.40%は65歳以上で独居である。1世帯あたりの平均人数は2.62人であり、家庭の場合は3.10人である。
郡内の住民は27.60%が18歳未満の未成年、18歳以上24歳以下が8.20%、25歳以上44歳以下が28.10%、45歳以上64歳以下が22.10%、及び65歳以上が14.00%にわたっている。中央値年齢は36歳である。女性100人ごとに対して男性は97.60人いて、18歳以上の女性100人ごとに対して男性は93.60人いる。
この郡の世帯ごとの平均的な収入は42,657米ドルであり、家族ごとでは49,881米ドルである。男性の35,901米ドルに対して女性は24,076米ドルの平均的な収入がある。この郡の一人当たりの収入（per capita income）は18,667米ドルである。人口の7.00%及び家族の5.30%は貧困線以下である。18歳未満の9.90%及び65歳以上の4.20%は貧困線以下の生活を送っている。

## コミュニティー

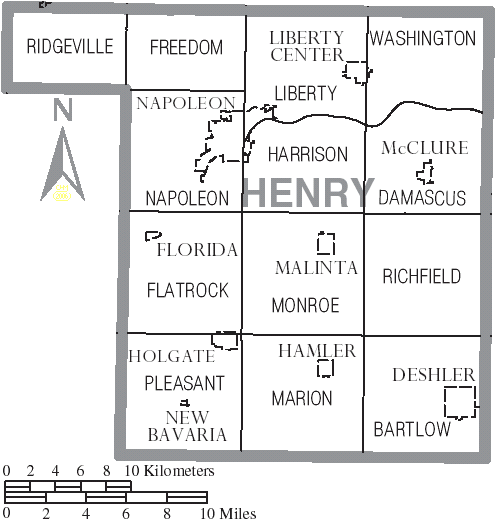
ヘンリー郡のコミュニティー及び郡区。

都市
- ナポレオン（en:Napoleon, Ohio）

村
- デシュラー（en:Deshler, Ohio）
- フロリダ（en:Florida, Ohio）
- ハムラー（en:Hamler, Ohio）
- ホルゲート（en:Holgate, Ohio）
- リバティー・センター（en:Liberty Center, Ohio）
- マリンタ（en:Malinta, Ohio）
- マクルアー（en:McClure, Ohio）
- ニュー・バヴァリア（en:New Bavaria, Ohio）

郡区
- バートロウ（en:Bartlow Township, Henry County, Ohio）
- ダマスカス（en:Damascus Township, Henry County, Ohio）
- フラットロック（en:Flatrock Township, Henry County, Ohio）
- フリーダム（en:Freedom Township, Henry County, Ohio）
- ハリソン（en:Harrison Township, Henry County, Ohio）
- リバティー（en:Liberty Township, Henry County, Ohio）
- マリオン（en:Marion Township, Henry County, Ohio）
- モンロー（en:Monroe Township, Henry County, Ohio）
- ナポレオン（en:Napoleon Township, Henry County, Ohio）
- プレザント（en:Pleasant Township, Henry County, Ohio）
- リッチフィールド（en:Richfield Township, Henry County, Ohio）
- リッジヴィル（en:Ridgeville Township, Henry County, Ohio）
- ワシントン（en:Washington Township, Henry County, Ohio）

非法人化コミュニティー
- コルトン（en:Colton, Ohio）
- エレリー（Elery）
- ギャラップ（Gallup）
- ジェラルド（Gerald）
- グレルトン（en:Grelton, Ohio）
- オコローナ（en:Okolona, Ohio）
- プレザント・ベンド（Pleasant Bend）
- リッジヴィル・コーナーズ（en:Ridgeville Corners, Ohio）
- シュンク（Shunk）
- スタンドレイ（Standley）
- テキサス（Texas）
- ウエストホープ（Westhope）